# Le Trésor du Négus
 (décembre 2023).
Si vous disposez d'ouvrages ou d'articles de référence ou si vous connaissez des sites web de qualité traitant du thème abordé ici, merci de compléter l'article en donnant les références utiles à sa vérifiabilité et en les liant à la section « Notes et références ».
Le Trésor du Négus est le 45e roman de la série SAS, écrit par Gérard de Villiers et publié en 1977 dans la collection Plon (Presses de la Cité). Comme tous les SAS parus au cours des années 1970, le roman a été édité lors de sa publication en France à 100 000 exemplaires.
L'action se déroule courant 1977 en Éthiopie, spécialement à Addis-Abeba.

## Personnages principaux
- Malko Linge : héros du roman.

## Résumé
En Éthiopie, une dictature en remplace une autre. Le Négus est mort, renversé par le Derg, bras armé du nouveau pouvoir que dirige Mengistu Haile Mariam, pouvoir aussi extravagant que féroce envers ses opposants. 
Mais le Négus aurait, au prix d'immenses sacrifices de la part de ses citoyens, amassé pour lui-même une colossale fortune en or. Malko est chargé de retrouver cet or qui aidera le mouvement d'opposition, l'ERPR, à renverser le Derg. 
Malko retrouve le « trésor », mais au moment de quitter le pays, est dans l'obligation de le remettre aux hommes d'un Seigneur de guerre local pour rester en vie.